# Climacoidea gigantica
Climacoidea gigantica är en kräftdjursart som först beskrevs av Edwards 1944.  Climacoidea gigantica ingår i släktet Climacoidea och familjen Trachyleberididae. Inga underarter finns listade i Catalogue of Life.